# 大韓帝国の警察

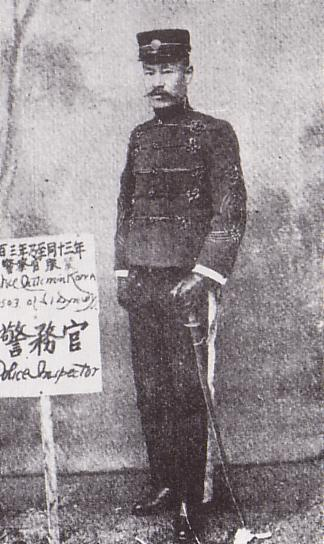
大韓帝国の警察官

大韓帝国の警察（だいかんていこくのけいさつ）は、大韓帝国に設けられた警察制度について解説する。

## 概要
従来の李氏朝鮮では、中央に捕盗庁を置き、地方には道観察使（知事に相当）が直接、治安の維持を図っていた。
1894年（開国503年）の甲午改革で捕盗庁を廃止して警務庁が設置され、近代的な警察制度を導入することになった。
日露戦争の最中の1905年（光武9年、明治38年）に、日本より警務顧問・丸山重俊を招聘し改革が行われることになった。
中央政府の内部（内務省に相当）に警務局（警保局に相当）を置き、警察制度を整備していった。
また、首都の漢城府（現ソウル特別市）には、東京の警視庁に倣い警視庁が設けられ、首都警察の任に就いた。
韓国併合に先立つ1910年（隆熙4年、明治43年）6月、韓国統監府に警察を全面委託することになり、大韓帝国警察は廃止された。

## 警務局の組織
1909年（隆熙3年）時点
- 警務課
- 保安課
- 民籍課
- 警察官練習所

## 警察署
1909年（隆熙3年）時点
漢城府
中部警察署、東部警察署、西部警察署、北部警察署、南部警察署、銅峴警察分署、龍山警察署
京畿道
仁川警察署、開城警察署、漣川警察署、江華警察署、楊州警察署、驪州警察署、安城警察署、水原警察署
江原道
春川警察署、通川警察署、江陵警察署、蔚珍警察署、平昌警察署、原州警察署、鉄原警察署、金城警察署
忠清北道
清州警察署、永同警察署、忠州警察署、堤川警察署
忠清南道
大田警察署、公州警察署、江景警察署、洪州警察署、鴻山警察署、瑞山警察署、天安警察署
全羅北道
全州警察署、錦山警察署、南原警察署、群山警察署、古阜警察署
全羅南道
光州警察署、木浦警察署、順天警察署、長興警察署、海南警察署、羅州警察署、済州警察署
慶尚北道
大邱警察署、義城警察署、安東警察署、盈徳警察署、慶州警察署、永川警察署、金泉警察署、尚州警察署、栄州警察署
慶尚南道
釜山警察署、馬山警察署、晋州警察署、密陽警察署、蔚山警察署、金海警察署、統営警察署、河東警察署、居昌警察署
平安南道
平壌警察署、鎮南浦警察署、成川警察署、徳川警察署、安州警察署
平安北道
新義州警察署、龍岩浦警察分署、義州警察署、北鎮警察署、寧辺警察署、定州警察署、宣川警察署、楚山警察署、江界警察署
黄海道
海州警察署、松禾警察署、載寧警察署、瑞興警察署、黄州警察署
咸鏡南道
咸興警察署、元山警察署、永興警察署、北青警察署、甲山警察署、恵山警察署
咸鏡北道
清津警察署、羅南警察署、城津警察署、会寧警察署、慶源警察署、慶興警察署

## 大韓帝国警察官の階級
| 大韓帝国の警察官 | 現在の日本の警察官 | 現在の韓国の警察官 |
| ---------------- | ------------------ | ------------------ |
| -                | -                  | 治安總監           |
| 警視總監         | 警視総監           | 治安正監           |
| -                | 警視監             | 治安監             |
| -                | 警視長             | 警務官             |
| -                | 警視正             | 總警               |
| 警務官           | 警視               | 警正               |
| -                | -                  | 警監               |
| 總巡             | 警部               | 警衛               |
| -                | 警部補             | 警査               |
| 權任             | 巡査部長           | 警長               |
| 巡檢             | 巡査               | 巡警               |